# Bite It Like A Bulldog
Bite It Like A Bulldog – pierwszy singel promujący album Deadache fińskiego zespołu hardrockowego Lordi, wydany w roku 2008.
27 sierpnia 2008 w Espoo można było zdobyć specjalną edycję singla wydaną z okazji 550-lecia miasta, którą członkowie zespołu OX, Kita i Awa podpisywali w centrum handlowym Sello.

## Lista utworów
1. "Bite It Like A Bulldog" – 3:28

## Teledysk
Główną postacią wideoklipu najprawdopodobniej jest detektyw, który znalazł się na miejscu zbrodni. Podczas gdy w innych ujęciach widać zespół wykonujący utwór Bite It Like A Bulldog, rozgląda się on po pomieszczeniach, znajdując w pewnym momencie telewizor, w którym widzi ogromnych rozmiarów potwory atakujące ludzi. Wkrótce zdaje sobie sprawę z tego, iż osoba, która sfilmowała ataki została w tym budynku zamordowana. Nie udaje mu się jednak uciec. Zostaje otoczony przez muzyków zespołu.

## Twórcy
- Mr. Lordi – śpiew
- Amen – gitara elektryczna
- OX – gitara basowa
- Kita – instrumenty perkusyjne
- Awa – instrumenty klawiszowe